# Dangerous - The Short Films
Dangerous - The Short Films es una colección de "cortometrajes" de Michael Jackson lanzado inicialmente en VHS, en 1993, y luego en DVD en 2001.

## Lista de canciones
1. "Intro"
2. "Brace Yourself"
3. "Reaction to Black or White"
4. "Black or White" (original long version w/graffiti)
5. "Black or White: Behind the Scenes"
6. "Grammy Legend Award 1993"
7. "Heal the World" (Super Bowl XXVII halftime version)
8. "Remember the Time: Behind the Scenes"
9. "Remember the Time"
10. "Will You Be There"
11. "In the Closet: Behind the Scenes"
12. "In the Closet"
13. "Ryan White"
14. "Gone Too Soon"
15. "NAACP Image Awards"
16. "Jam: Behind the Scenes"
17. "Jam"
18. "Introduction to Heal the World"
19. "Heal the World"
20. "Give In to Me"
21. "I'll Be There" (Pepsi commercial)[1]
22. "Who Is It"
23. "Dangerous: Behind the Scenes"
24. "Dangerous"[2]
25. "Credits" (with the music of "Why You Wanna Trip on Me")[3][4][5]